# 法国时期

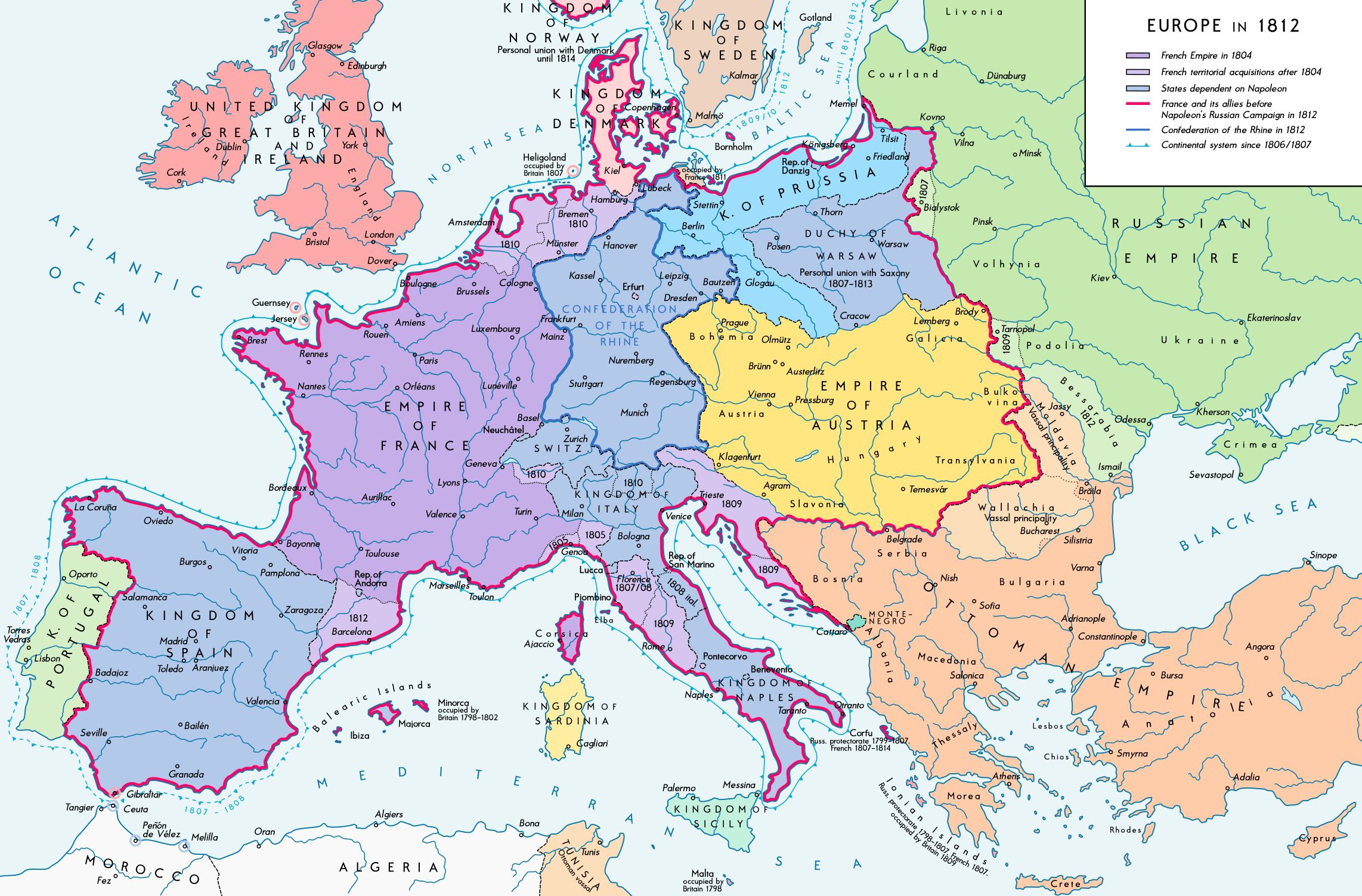
1812年的欧洲

法国时期是指1794年至1815年期間，欧洲北部大部分地區由法兰西共和国或拿破崙的帝国控制的時期。期間的確切持續時間因有關地點而異。
在德國史學中，這個詞出現於19世紀並成为了民族主義內涵的一部分。它隨著弗利茨·鲁特尔（Fritz Reuter）1860年的流行作品 Ut de Franzosentid進入低地德語使用。它與世代仇恨的概念一起使用，以表達作為德國民族認同形成的一部分的反法情緒，因此在德意志帝國和纳粹德国以非中立的方式使用。西德之后，這個詞开始被刻意迴避，今天更常用的是“法國革命戰爭”和“拿破崙戰爭”。